# Obeza maculata
Obeza maculata är en stekelart som först beskrevs av John Obadiah Westwood 1874.  Obeza maculata ingår i släktet Obeza och familjen Eucharitidae. Inga underarter finns listade i Catalogue of Life.